# 22379 Montale
22379 Montale è un asteroide della fascia principale. Scoperto nel 1994, presenta un'orbita caratterizzata da un semiasse maggiore pari a 2,2873374 au e da un'eccentricità di 0,1117446, inclinata di 3,58031° rispetto all'eclittica.
L'asteroide è dedicato al poeta italiano Eugenio Montale.